# Nothamn
Nothamn är även ett Natura2000-område på Väddö i Norrtälje samt namnet på Finlands Svenska Scouters sjöscoutläger. 
Nothamn är en by i Snappertuna i Ekenäs östra skärgård i Raseborgs kommun.
Nothamns naturskyddssområde är grundat 1926, i huvudsak med tanke på fågelskydd, och ingår numera i Natura2000-området Nothamn-Strömsö-Hättö. Skyddsbestämmelserna tillåter byggande i delar av området i samråd med miljöcentralen.